# Johann Hieronymus Schröter
Johann Hieronymus Schröter (n. 30 august 1745, Erfurt – d. 29 august 1816, Lilienthal) a fost un astronom german.

## Biografie
Între 1762-1767 Schröter a studiat dreptul la Universitatea din Göttingen, apoi a început o perioadă de stagiu care a durat 10 ani.
În 1777 în Hanovra, el a făcut cunoștință cu frații Herschel, iar în 1779 a cumpărat un telescop refractor, cu lentile acromatice de 50mm pentru a observa Soarele, Luna și Venus.
Cartografia sistematică a Lunii a început în 1779, când Johann Schröter și-a început observațiile și măsurările meticuloase ale caracteristicilor Lunii.
Descoperirea lui Uranus în 1781 de Herschel, l-a stimulat pe Schröter să depună mai multe eforturi în domeniul astronomiei.
În 1784 el a plătit 31 de Reichstaleri (aproximativ 600 de euro în prezent), pentru un telescop reflector al lui Herschel, cu o distanță focală de 122 cm și 12 cm deschidere. A cucerit o faimă sigură în mediul astronomic mulțumită rapoartelor sale de observații pe care le-a publicat în diverse reviste, însă Schröter nu era satisfăcut de rezultate și în 1786, el a cheltuit 600 de Reichstaleri pentru un refractor cu distanța focală de 214 cm și deschiderea de 16,5 cm; a cheltuit, de asemenea, 26 de Reichstaleri pentru un șurub micrometric. Cu acest echipament a observat, în mod regulat, Venus, Marte, Jupiter și Saturn.
Schröter a desenat în detaliu structurile de pe suprafața lui Marte, deși aceasta a rămas întotdeauna cu convingerea greșită că aceste structuri au fost formațiuni simple de nori.
În 1791, a publicat un important studiu privitor la topografia lunară întitulat Selenotopographische Fragmente zur genauern Kenntniss der Mondfläche.
În 1793, a fost primul care a notat anomalia fazelor planetei Venus, astăzi cunoscute ca efectul Schröter, în care faza apare mai concavă decât cea prezisă geometric.
Împreună cu Franz Xaver von Zach și Heinrich Wilhelm Olbers, a fondat în 1800, la Lilienthal, Die Astronomische Gesellschaft (în română: „Societatea Astronomică”). Obiectivul principal al Societății Astronomice îl constituia observarea și studiul corpurilor cerești încă necunoscute, mai ales acele presupuse planete mici (de fapt asteroizi) existente între Marte și Jupiter. O altă sarcină a Societății Astronomice era promovarea și difuzarea de cunoștințe și informații privitoare la descoperirile astronomice efecuate. Primul președinte al Societății Astronomice a fost Johann Hieronymus Schröter.
În 1813, Johann Hieronymus Schröter a fost victima distrugerilor din timpul Războaielor Napoleoniene, ofițerul francez Dominique Vandamme distrugându-i toate cărțile, scrierile și observatorul. A fost o catastrofă după care Schröter nu a mai reușit să-și reia munca.
Desenele sale despre Marte au fost redescoperite abia în 1873, datorită lui François J. Terby, și au fost publicate postum în 1881 de către H. G. van de Sande Bakhuyzen.

## Lucrări

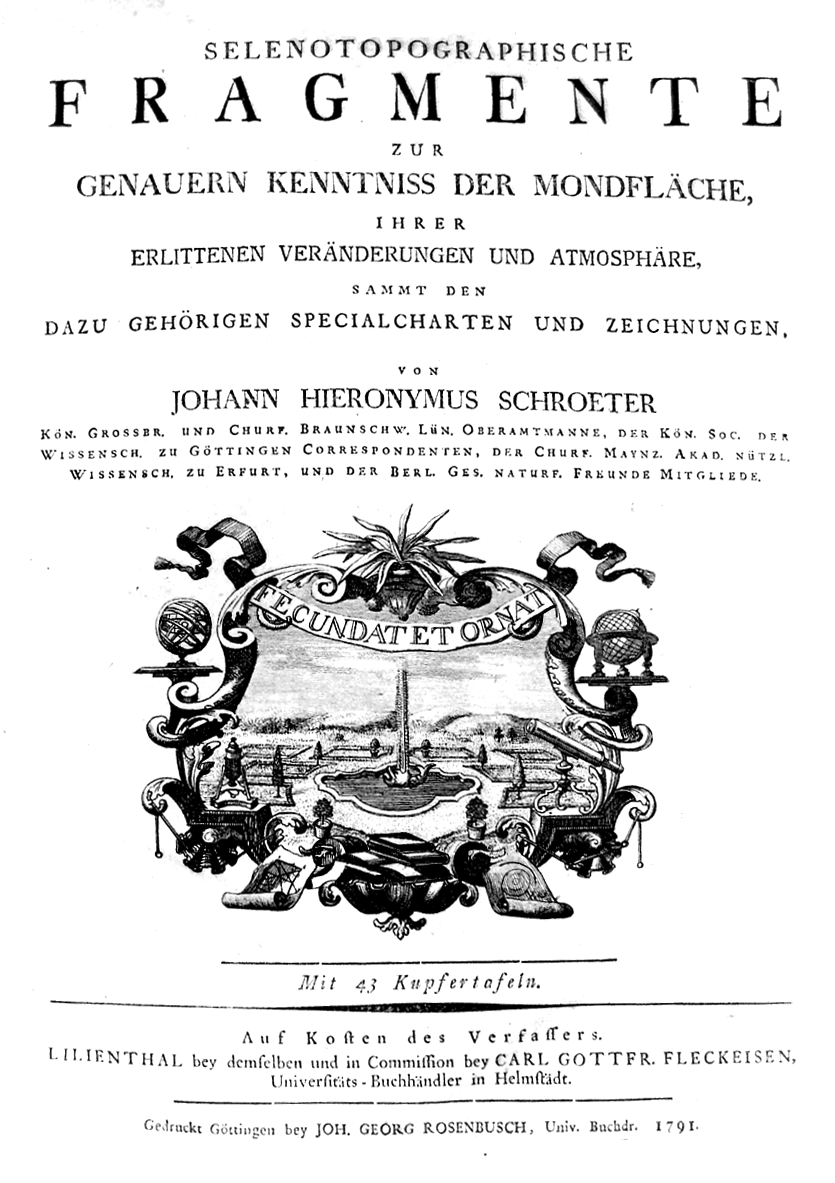
Coperta lucrării Selenetopographische Fragmente

Mulțumită telescopului său Newton de 152 mm diametru și cu grosismente de 134x161, el a realizat desene privitoare la caracteristicile lui Marte, deși, în mod curios, era convins că ceea ce vedea scotea în evidență fenomene meteorologice sau puteau fi selenite. În 1791 a publicat un studiu despre topografia suprafeței Lunii, Selenotopographische Fragmente zur genauern Kenntniss der Mondfläche. Cu acea ocazie a atribuit numele astronomului Maximilian Hell unei întregi câmpii selenare, denumire restrânsă în anii 1820 la craterul Hell (en:Hell_(crater)).
În 1793 a fost primul care a notat o anomalie privitoare la planeta Venus, astăzi cunoscută ca efectul Schröter, în care fazele planetei apar concave.
Craterul lunar Schröter și craterul marțian Schröter sunt numite după el, la fel ca Vallis Schröteri (Valea lui Schröter) de pe Lună.